# يوحنا السابع
يوحنا السابع هو البابا رقم 86 في قائمة باباوات الكنيسة الكاثوليكية من أصل يوناني وقد انتخب يوم 1 مارس عام 705 وتوفي يوم 18 أكتوبر 707.
بعد الحروب ضد اللومبارديين التي حدثت في عهد البابا يوحنا السادس سعى البابا يوحنا السابع الذي هو خلفاً له بعد وفاته إلى إنهاء الحروب التي دارت بينهم وبين اللومبارديين وتوطيد علاقات السلام بينهم، وسعى أيضاً للسلام مع البيزنطيين متجنباً المواضيع التي تخص القرارات والتي أقيمت في مجمع القبة عام 692 وقد ساهم بإعادة بناء أول دير بناه بندكت الأول بعد أن انهار سنة 601 في مدينة سوبياكو